# أولوباتادين
أولوباتادين Olopatadine يستخدم بشكل أولوباتادين هيدروكلوريد

## الزمرة الدوائية
مضاد هيستامين H1.

## الوصف
من مثبطات تحرير الهيستامين من الخلايا البدينة، ومن المضاهئات الانتقائية النسبية لمستقبلات الهيستامين H1، فهو يثبط تفاعلات النمط الأول من فرط الحساسية بما فيه التأثيرات المحرضة بالهيستامين على الخلايا الظهارية للملتحمة.
يزيل التأثيرات على المستقبلات الودية، ومستقبلات الدوبامين، والمستبلات المسكارينية من النمط 1 و2.
لوحظ انخفاض الضغط الجهازي لدى التطبيق العيني له.

## الحرائك الدوائية
العمر النصفي له 3 ساعات تقريباً، ويطرح بالدرجة الأولى بالإطراح الكلوي.

## الاستعمال
علاج أعراض وعلامات التهاب الملتحمة الأرجي.

## مضادات الاستطباب
للذين يعانون فرط حساسية له.

## التحذيرات
القطرة معدة للاستعمال العيني وليس للحقن أو الاستعمال الفموي.

## الحمل والإرضاع
1. من أدوية المجموعة C.
2. يجب الحذر عند أخذه عند المرضع.

## الآثار الجانبية
1. 7% من الحالات : ألم رأس
2. 5% من الحالات: وهن، تغيم الرؤية، تلهب، أعراض زكام، جفاف العين، إحساس بأجسام غريبة في العين، تبيغ الغين، فرط حساسية، التهاب قرنية، توذم الجفن، غثيان، التهاب البلعوم، حكة أنف، التهاب جيوب.